# Turi Marcell
Turi Marcell (1991. május 15. –) magyar műugró.

## Élete
A 2010-es margitszigeti műugró-Európa-bajnokság férfi 3 méteres számában a 27. helyen végzett.

## Eredmények
| Sportesemény                         | Versenyszámok | Versenyszámok | Versenyszámok | Versenyszámok | Versenyszámok |
| Sportesemény                         | 1 m           | 3 m           | 3 m szinkron  | 10 m torony   | 10 m szinkron |
| ------------------------------------ | ------------- | ------------- | ------------- | ------------- | ------------- |
| 2008-as OB                           | –             |               |               |               |               |
| 2009-es OB                           | –             |               |               |               | –             |
| 2009-es ifjúsági és junior műugró-Eb | 22.           | 19.           | –             | 13.           | –             |
| 2010-es úszó-Eb                      | –             | –             | 27.           | –             | –             |
| 2011-es madridi Grand Prix           | –             | 34.           | –             | –             | –             |
| 2011-es mű- és toronyugró-Eb         | –             | 26.           | –             | –             | –             |
| 2011-es OB                           |               |               |               |               |               |